# Castell de Moixent
El castell de Moixent és al terme municipal de Moixent (la Costera, País Valencià), a una muntanya des de la qual domina la població.

## Origen
Les darreres excavacions han descobert restes d'un poblat de l'edat del bronze al castell. Tanmateix, l'origen del castell sembla que és de l'època àrab, principalment de l'època almohade. No obstat això, a la seua construcció s'hi aprecien diferents estils i tècniques.

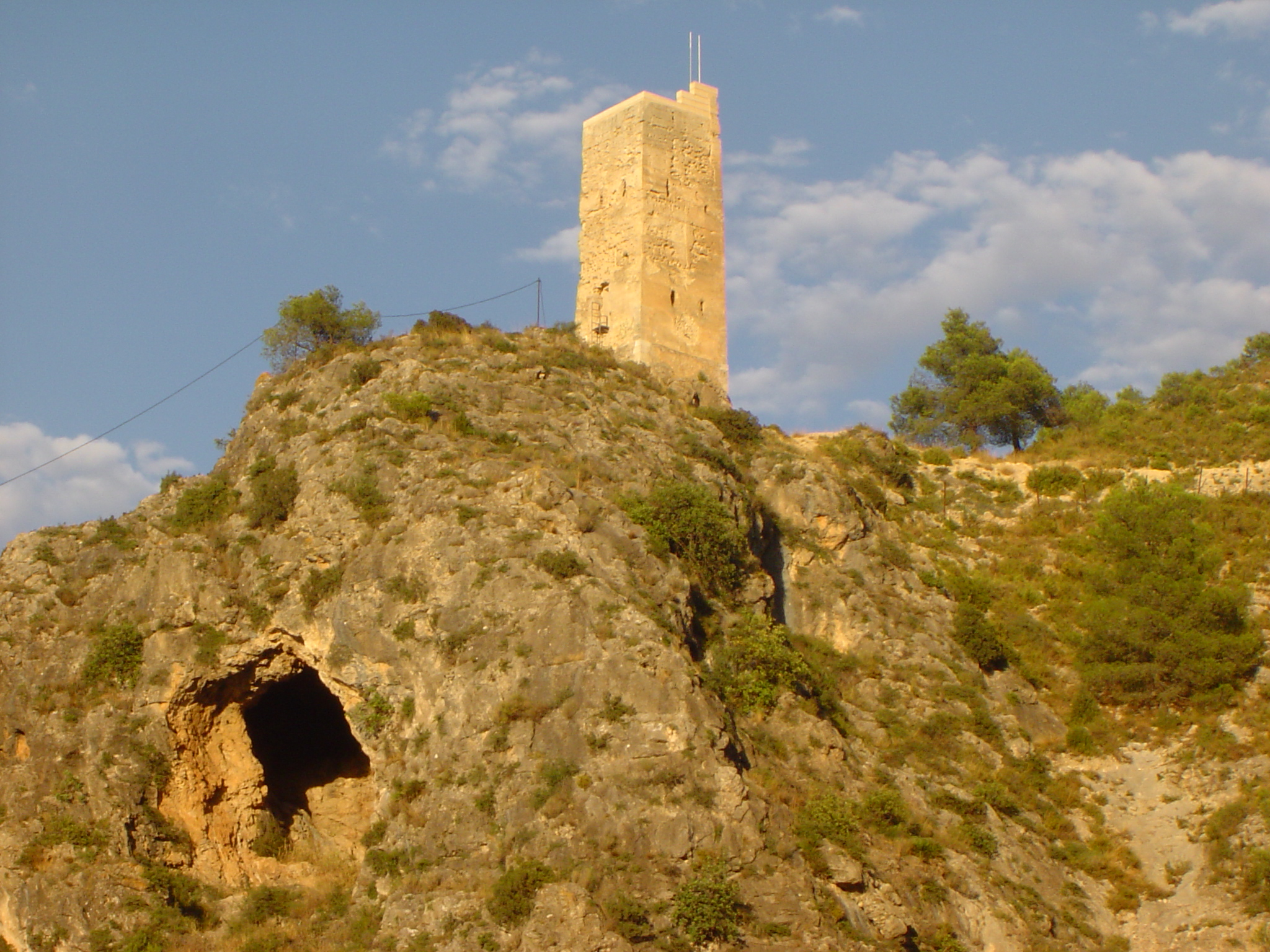
Torre de Coloms

## Descripció
La part principal del castell es troba a dalt d'una muntanya dalt de la població. A la part superior, es creà un fossar per defensar-lo a la part est, i un albàcar. Des d'aquesta part principal, partien les muralles de la població, que es conserven al costat del castell. A una muntanya adjacent, es troba una torre albarrana, la Torre de Coloms.

## Història
Construït durant la dominació àrab de la península, passa l'any 1244 a la Corona d'Aragó, després del Tractat d'Almizra. Manté la seua funcionalitat als segles posteriors. Patí un setge el 1351 durant les guerres d'Aragó i Castella i el 1521 durant la revolta de les germanies. Les excavacions arqueològiqus han mostrat algunes reparacions al segle xviii.
A partir del 1998, es realitzaren excavacions i obres de consolidació a la torre dels coloms, i a algunes parts del castell.